# Topalia velata
Topalia velata är en kvalsterart som beskrevs av Hammer 1966. Topalia velata ingår i släktet Topalia och familjen Nosybeidae. Inga underarter finns listade i Catalogue of Life.